# Связка (альпинизм)

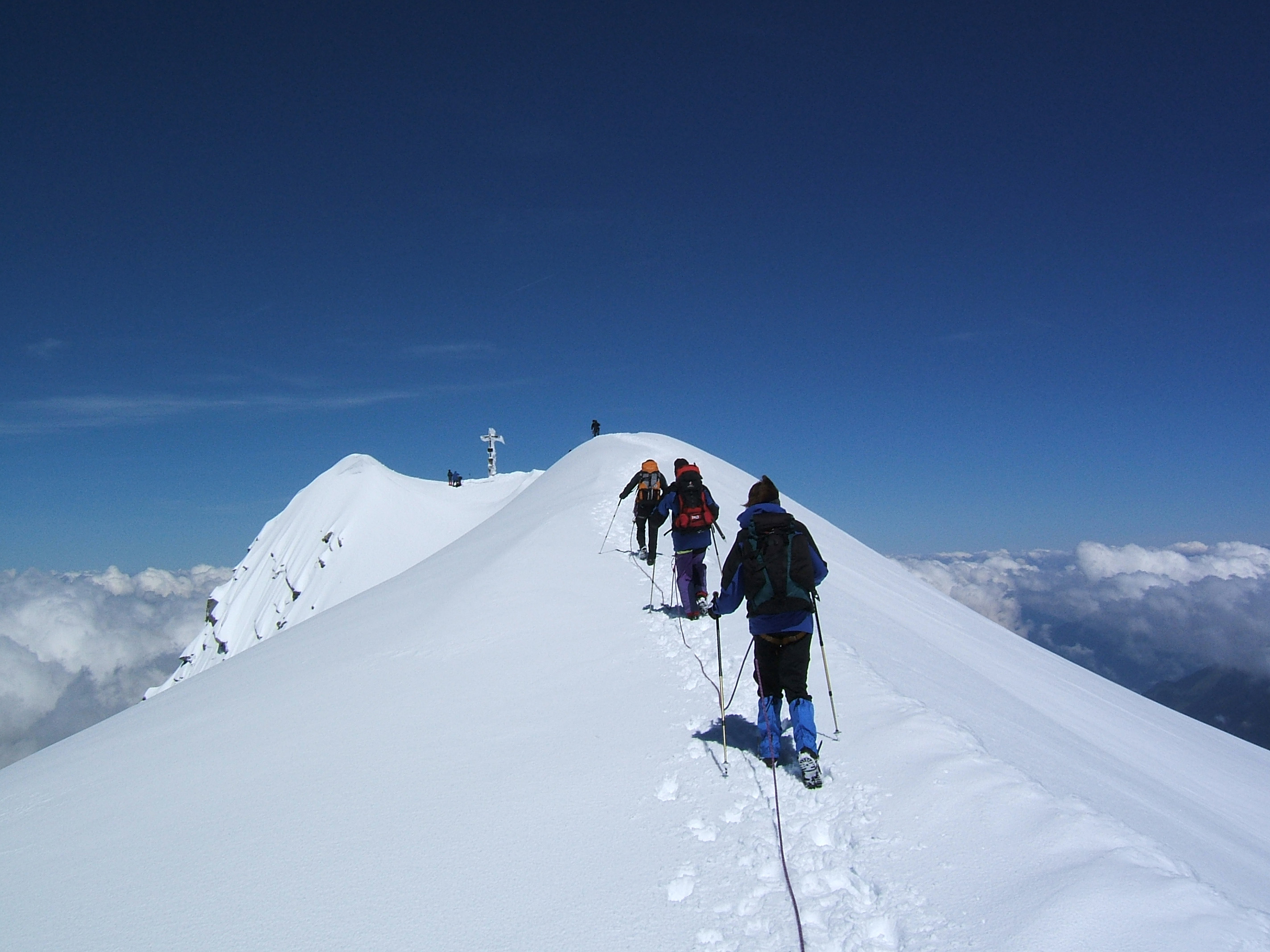
Связка альпинистов на гребне горы во время восхождения

Свя́зка — группа альпинистов, связанных общей верёвкой, с целью безопасного преодоления сложного горного рельефа. Связка — минимальный по составу коллектив, способный в горах самостоятельно решать тактико-технические задачи. В связке не просто суммируются индивидуальная подготовленность и возможности её участников, в ней, в результате схоженности, появляется умение взаимодействовать.

## Организация движения в связках
Обычно связка состоит из двух и более человек. На несложном рельефе связка может состоять из большего количества альпинистов.
- Связка-двойка — наиболее подвижна при прохождении крутых и сыпучих участков, к тому же двойку легче подобрать из людей равносильных[4]. При попеременной страховке — наиболее рациональна. Обеспечивает максимальную быстроту движения, оперативность в работе с верёвкой, удобное и рациональное размещение партнёров на опасных участках[5]
- Связка-тройка — преимущества тройки появляются на закрытых ледниках, гребнях и при взаимопомощи внутри связки[6]. Более надёжна при движении по закрытому леднику или на гребне с карнизами, но скорость её будет ниже, чем у двойки[7]. Тройка, связанная на равных интервалах, двигается значительно медленней двойки, особенно при попеременной страховке, когда все трое двигаются попеременно[6]
- Связка-четвёрка (комбинированная) — лучшая группа для восхождений всякого рода — это четвёрка из двух самостоятельных, приблизительно равносильных двоек, при нужде связывающихся в четвёрку и сочетающих, таким образом, все преимущества раздельного передвижения и коллективной взаимопомощи[6]. На закрытых ледниках, иногда, в одной связке бывают 4 человека[5]

Необходимость альпинистов связываться между собой состоит в том, чтобы в случае срыва и падения одного человека напарник по связке мог остановить его падение. Например, при движении по закрытому леднику, трещины которого закрыты снегом, обязательно связываются для того, чтобы в случае провала снежного моста упавший в трещину был задержан верёвкой.
Передвижение в связке может происходить одновременно и попеременно. При одновременном движении все участники связки движутся одновременно. При этом каждый держит в руках несколько колец верёвки для того, чтобы она не цеплялась за неровности рельефа, не намокала, а также для того, чтобы в случае срыва (падения) в трещину напарника успеть организовать страховку. Одновременное передвижение осуществляется на несложном участке восхождения, когда нет необходимости организовать постоянную страховку напарника.
При попеременном движении в связках один участник постоянно страхует напарника, в то время как тот преодолевает сложный участок. В этом случае, если нижний страхует верхнего, организуется нижняя страховка. Если верхний страхует нижнего, то организуется верхняя страховка.
Каждый участник прикрепляется к верёвке с помощью карабина и страховочной обвязки.

## Соревнования в связках
В скалолазании существует вид соревнований, когда соревнуются связки. Существуют 2 разновидности соревнований по скалолазанию в связках:
- Трудность (редко)
- Скорость (домбайские связки)[8]

При соревновании на трудность победившей считается связка, которая поднялась выше других. При соревновании на скорость победившей считается связка, которая поднялась и спустилась быстрее других.
При соревновании в связках во время движения связки должны соблюдаться правила обеспечения безопасности — организация страховки, правильность страховки.
Нарушение правил обеспечения безопасности при движении в связках наказывается штрафными очками.

## Фотогалерея

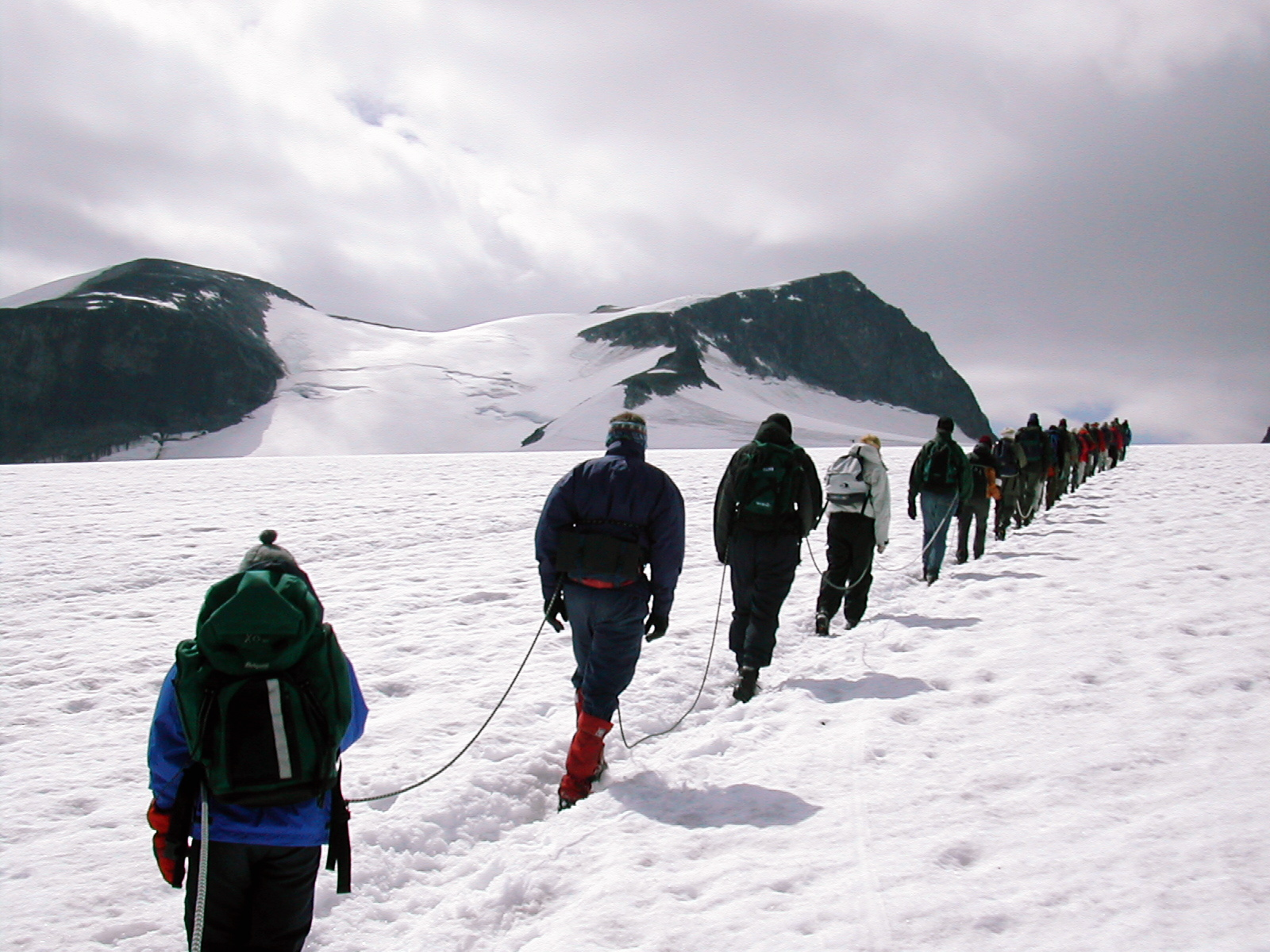
Одновременное движение по закрытому леднику в связке
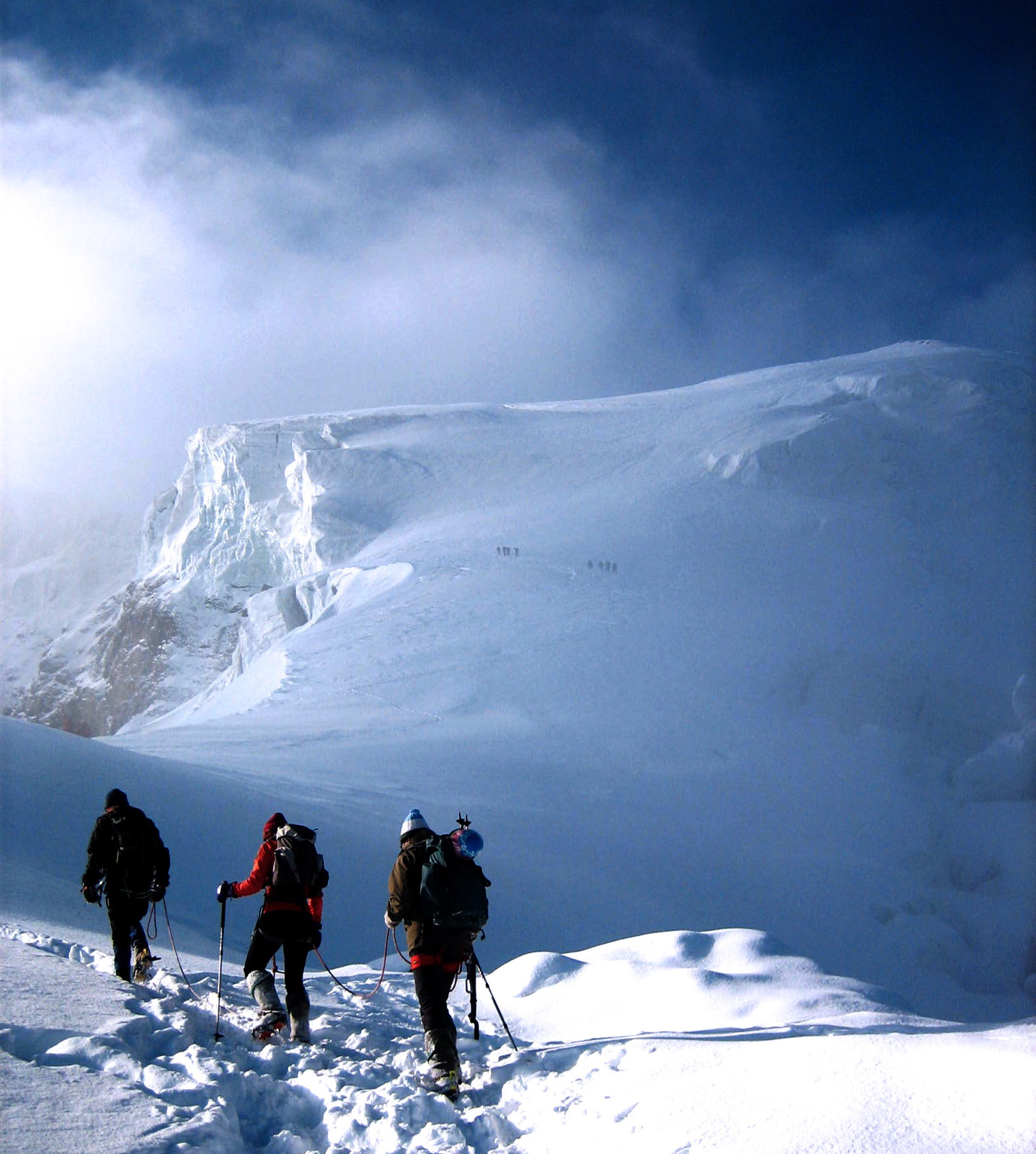
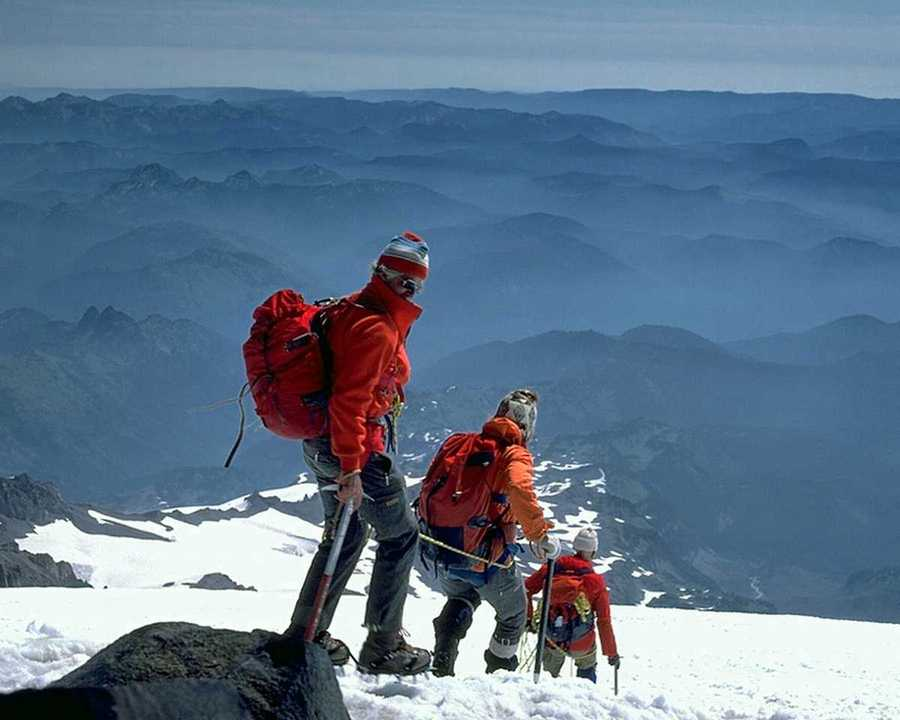
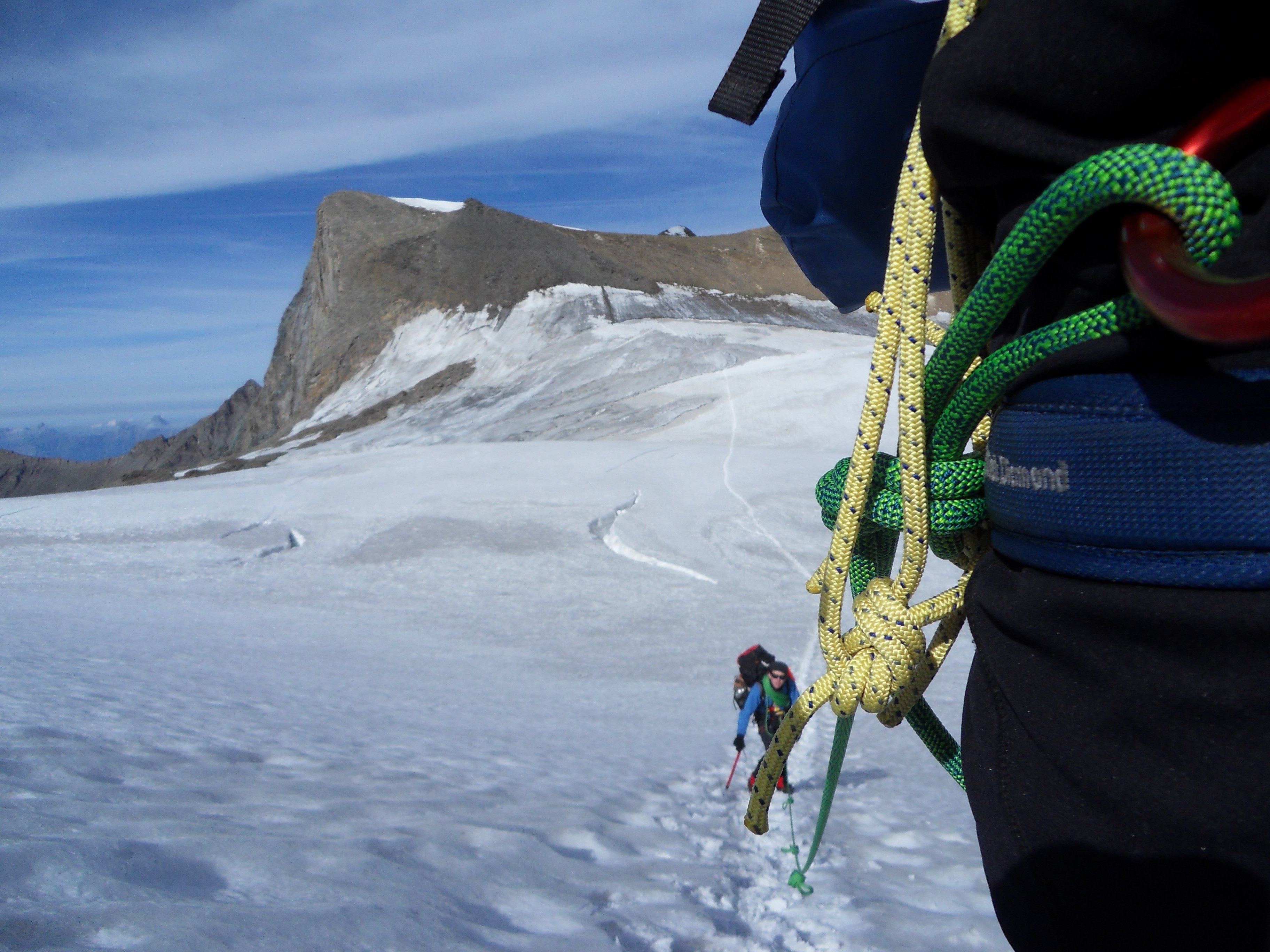
Связка с тормозными узлами «мяч» на верёвке
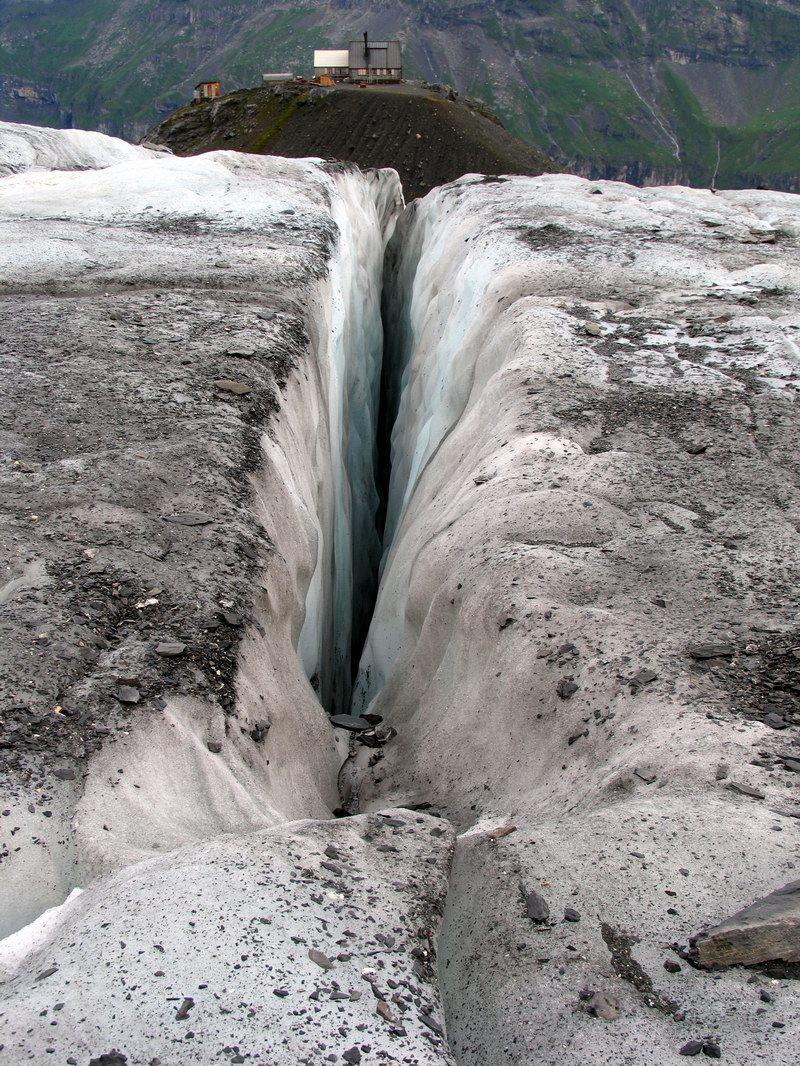
Ледовая трещина
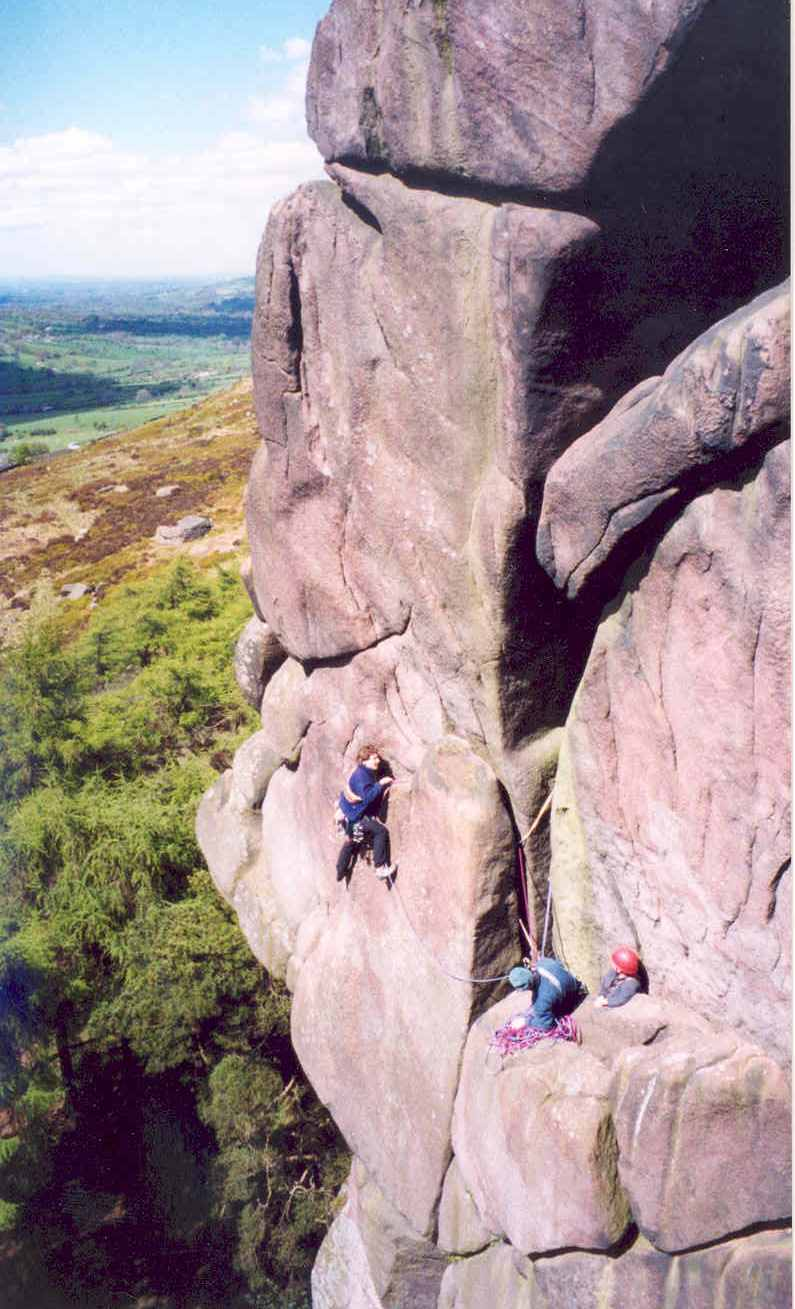
Связка в скалолазании